# ピアノソナタ第3番 (ブラームス)
ヨハネス・ブラームスのピアノソナタ第3番（ピアノソナタだいさんばん）ヘ短調 作品5は、1853年にデュッセルドルフで作曲された。ブラームスが発表した限りで最後のピアノ・ソナタであり、同年11月にロベルト・シューマンの許に譜面が送られている。ブラームスが講評を求めてシューマンに譜面を送ったのは、結局この作品が最後となった。20歳の若さで完成された作品でありながら、後の交響曲を思わせる構成や多声的書法が体現されていると同時に、激しく燃え立つような情熱が表出されている。
ブライトコプフ・ウント・ヘルテルから出版された第1番、第2番とは異なり、ライプツィヒのゼンフ社 （1907年にジムロックに売却）という別の出版社から出版されたこと、当初はイ短調のヴァイオリンソナタを出版する予定だったがその後撤回して破棄し、この曲を出版していることなど、出版の経緯には謎が多い。
ライプツィヒのイーダ・フォン・ホーエンタール伯爵夫人という人物に献呈されている。

## 構成
以下の5つの楽章からなる力作で、全曲の演奏におおよそ40分前後を要する。
1. アレグロ・マエストーソ Allegro maestoso （ソナタ形式）：冒頭の動機が全曲に渡って用いられている。
2. アンダンテ・エスプレッシーヴォ―アンダンテ・モルト Andante espressivo - Andante molto：C.O.シュテルナウ（オットー・インカーマン(Otto Inkermann、1823年-1862年)の筆名）の詩「若き恋」が冒頭に掲げられている。
3. 「スケルツォ」。アレグロ・エネルジコ―「トリオ」 Scherzo. Allegro energico - Trio：メンデルスゾーンが最晩年の1845年頃に作曲されたとみなされているピアノトリオ第2番の終楽章の第1主題を基に主要部の主題が書かれており、主要部の主題に模倣の作曲技術が用いられていることも同曲と同様である。中間部がコラールの様式で書かれていることも同曲の第2主題と同様である。
4. 「間奏曲（回想）」。アンダンテ・モルト Intermezzo (Rückblick). Andante molto：タイトルは第2楽章同様シュテルナウの詩の題名。
5. 「終曲」。アレグロ・モデラート・マ・ルバート Finale. Allegro moderato ma rubato （ロンド形式）